# Domony
Domony là một thị trấn thuộc hạt Pest, Hungary. Thị trấn này có diện tích 21,8 km², dân số năm 2010 là 2154 người, mật độ 99 người/km².

## Người nổi tiếng
- Zoltán Huszárik, đạo diễn phim, nhà biên kịch, nghệ sĩ thị giác và diễn viên[2]